# Gaby Fehling
Gaby Fehling (* 1928 in Berlin) ist eine deutsche Schauspielerin und Sängerin (Sopran).

## Leben
Gaby Fehling wurde als Tochter der Bildhauerin Ilse Fehling und des Wirtschaftsprüfers Henry S. Witting geboren. 1940 schuf Ilse Fehling eine lebensgroße Skulptur mit dem Titel „Mädchenfigur Gaby Fehling“, ein Akt aus Terracotta und Gips, bei der ihre Tochter Gaby als Modell diente.
Fehling debütierte als Schauspielerin Anfang der 1950er Jahre beim bundesdeutschen Nachkriegsfilm. In dem Filmdrama Illusion in Moll spielte sie Dorothy, die kleine Schwester der männlichen Hauptfigur Paul Alsbacher (Hardy Krüger). Vor der Kamera arbeitete sie u. a. unter der Regie von Rudolf Jugert, Harald Braun, Hermann Kugelstadt und Herbert B. Fredersdorf. Ab Ende der 50er Jahre war Fehling auch für das Fernsehen tätig. In dem TV-Schwank Der müde Theodor (1959) war sie als Sängerin Helma le Lièvre zu sehen. In der TV-Serie Es geschah an der Grenze (1960) verkörperte sie die junge Birte Johansen, eine Skandinavierin mit reichen Eltern, der es an nichts fehlt.
Schwerpunkt ihrer schauspielerischen Karriere war jedoch die Bühne. Fehling spielte auf zahlreichen deutschsprachigen Theaterbühnen in Deutschland, Österreich und der Schweiz. In den Spielzeiten 1957/58 und 1958/59 war sie am Luzerner Theater in Sparte „Schauspiel“ engagiert. In der Spielzeit 1959/60 war sie am Theater Bonn (Sparte „Oper und Operette“) und an der „Kleinen Komödie“ in München verpflichtet. In Spielzeit 1960/61 folgte ein Engagement am Theater Biel-Solothurn (Sparte „Oper und Operette“).
Ab der Spielzeit 1961/62 war sie für zwei Spielzeiten am Stadttheater Saarbrücken (Sparte „Oper und Operette“) engagiert. Zur Spielzeit 1964/65 wechselte sie an das Staatstheater Kassel (Sparte „Oper und Operette“), wo sie bis zum Ende der Spielzeit 1966/67 fest im Ensemble verblieb.
In der Spielzeit 1968/69 gastierte sie am Raimundtheater in Wien. In der Spielzeit 1969/70 sang sie Staatstheater Braunschweig die Lisa in der Operette Das Land des Lächelns. In der Spielzeit 1971/72 war sie gastweise am Stadttheater Klagenfurt engagiert. In der Spielzeit 1973/74 übernahm sie am Stadttheater Klagenfurt dir Titelrolle in dem Musical No, No, Nanette. In der Spielzeit 1976/77 war sie beim „Deutschen Tourneetheater“ (Münchner Opernbühne) verpflichtet. In der Spielzeit 1980/81 gastierte sie erneut am Stadttheater Klagenfurt.
In den Spielzeiten 1980/81 und 1984/85 war sie, jeweils mit Stückverträgen, wieder am Theater Biel-Solothurn engagiert. In der Spielzeit 1982/83 verkörperte sie am Theater Luzern die Aloès in L’étoile von Emmanuel Chabrier. In Spielzeit 1984/85 übernahm sie am Theater Biel-Solothurn die Titelrolle in dem Musical Hello, Dolly!.
In der Spielzeit 1987/88 war bei der von Maria Becker und Robert Freitag geführten Theater-Tourneegesellschaft «Die Schauspieltruppe Zürich» engagiert. In der Spielzeit 1989/90 trat sie am „Theater in der Westermühle“ in München auf. In der Spielzeit 1990/91 übernahm sie in einer Tournee-Produktion (Erich Kuhnen GmbH, Berlin, Theater Produktionen) von Das Feuerwerk (Regie: Robert Herzl) die Rolle der Tante Paula, mit Dagmar Koller, Kurt Huemer und Silvio Francesco als Partnern. In der Spielzeit 1995/96 war sie am Landestheater Coburg teilverpflichtet.
In der Spielzeit 2000/01 wirkte sie im Münchner Cuvilliés-Theater in der Uraufführung des Musiktheaterstücks Wieder sehen des Komponisten Jörg Arnecke in einer Sprechrolle als „Eine Wissende“ mit, ein Auftragswerk der Bayerischen Staatsoper München für das Finale des Wettbewerbs „Teatro Minimo“, durchgeführt von der Bayerischen Staatsoper München und vom Opernhaus Zürich. Im April 2009, in der Spielzeit 2009/10 und im Mai/Juni 2011 spielte sie in einer Produktion des Freien Landestheaters Bayern die Mrs. Higgins im Musical My Fair Lady.
Gaby Fehling wirkte außerdem in Opernfilmen, Musikfilmen und Musikshows mit, mit Musik von Jacques Offenbach und Franz Lehár, bei denen u. a. Ingeborg Hallstein, Claudio Nicolai, Peter Minich, Günther Schramm und Peer Schmidt ihre Partner waren.
In der Kinderserie Heidi (1978) spielte sie die Mutter des „Geißenpeters“. In dem TV-Film Dir zu Liebe (2000) war sie als alteingesessene Patientin einer Landarztpraxis auf Rügen zu sehen.
Gaby Fehling, die gelegentlich auch als Synchronsprecherin (Die Muppets-Show) arbeitete, lebte viele Jahre in München.

## Filmografie (Auswahl)
- 1952: Illusion in Moll
- 1956: Zwei Bayern in St. Pauli
- 1957: Der gläserne Turm
- 1958: Der Sündenbock von Spatzenhausen
- 1959: Der müde Theodor (Fernsehkomödie)
- 1960: Es geschah an der Grenze: Spiel mit dem Feuer (Fernsehserie, eine Folge)
- 1960: Madame Pompadour (Fernsehfilm)
- 1967: Frühling in Baden-Baden (Fernsehfilm)
- 1969: Jacques Offenbach – Ein Lebensbild (Fernsehfilm)
- 1978: Heidi (Fernsehserie, Serienrolle)
- 2000: Dir zu Liebe (Fernsehfilm)